# Not of This Earth
Not of This Earth debitantski je studijski album američkog rock instrumentalista Joea Satriania koji izlazi 1986.g. Petnaest mjeseci nakon što je snimljen, album je ugledao svjetlo dana pod etiketom "Relativity Recordsa". Većina skladbi na albumu je u živoj izvedbi, a sam album financiran je kreditnom karticom.

## Popis pjesama

### Strana prva
1. "Not of This Earth" – 3:55
2. "The Snake" – 4:40
3. "Rubina" – 5:50
4. "Memories" (Satriani, John Cuniberti) – 4:00
5. "Brother John" – 2:07

### Strana druga
1. "The Enigmatic" – 3:25
2. "Driving at Night" – 3:30
3. "Hordes of Locusts" – 4:55
4. "New Day" – 3:56
5. "Headless Horseman" – 1:50

## Popis izvođača
- Joe Satriani – Gitara, Bas gitara, klavijature, udaraljke
- Jeff Campitelli – Bubnjevi, Udaraljke, DX, Zviždanje
- John Cuniberti – Udaraljke, vokal

## Produkcija albuma
- Urednik snimanja – Joe Satriani
- Producent – Joe Satriani & John Cuniberti
- Izdavač – Strange Beautiful Music/ASCAP
- Snimanje & Mix i ostalo – Hyde Street Studios, San Francisco, California
- Aranžer – John Cuniberti
- Mastering – Bernie Grundman
- Direktor dizajna – David Bett
- Fotografija – Glen la Ferman